# Pseudendaphis maculans
Pseudendaphis maculans är en tvåvingeart som beskrevs av Barnes 1954. Pseudendaphis maculans ingår i släktet Pseudendaphis och familjen gallmyggor. Inga underarter finns listade i Catalogue of Life.